# North America Sucks!!
North America Sucks!! è uno split album tra i gruppi punk Anti-Flag e d.b.s., pubblicato nel 1996 da Nefer Records.

## Tracce
- Tracce 1-10 suonate dagli Anti-Flag, 11-18 dai d.b.s..

1. I Can't Stand Being with You  - 2:08
2. We've Got His Gun  - 2:17
3. The Truth  - 2:43
4. Indie Sux, Hardline Sux, Emo Sux, You Suck!  - 2:08
5. Anti-Violent  - 3:04
6. You'll Scream Tonight  - 5:18
7. Their System Doesn't Work for You  - 2:34
8. Born to Die  - 2:08
9. I'm Having a Good Day  - 2:43
10. Not Gonna Change (bonus track)  - 1:50
11. Courage  - 1:10
12. Surrey Song  - 2:24
13. Expectations Are for the Old  - 2:11
14. You're Not the One  - 1:52
15. I Hate You/Too Many People  - 3:35
16. Around Again  - 2:24
17. David O. Is a Nazi  - 2:34
18. The Egyptian Musician  - 1:28

## Formazione[1]

### Anti-Flag
- Justin Sane – voce, chitarra
- Andy Flag – basso, voce d'accompagnamento
- Pat Thetic – batteria

### d.b.s.
- Andy Dixon – voce, chitarra
- Dhani Borges – basso
- Paul Patko – batteria
- Jesse Gander – voce d'accompagnamento

### Produzione[1]
- Anti-Flag – ingegneria del suono
- Joe West – ingegneria del suono